# Ми-4
Ми-4 (НАТО класификација ) је вишенаменски хеликоптер средње класе конструисан у ОКБ Миљ. Производио се у Саратову и Казању, а од 1963. године и у Кини, под именом Харбин Z-5 (Чжи-5). Први лет је имао 3. јуна 1952. године, а у оперативну употребу је ушаo већ 1953. Прављен је у разним верзијама као нападачки, санитет, транспортни и противподморнички хеликоптер. Транспортна верзија имала је велика врата у задњем делу трупа предвиђена за укрцавање артиљерије, ракета и мањих возила и могла је да понесе 14 војника под пуном опремом.

## Историја и развој
Хеликоптер Ми-4 конструисан је у кратком временском периоду по директном Стаљиновом наређењу. Иако је сличност са америчким хеликоптерима Сикорски С-55 и С-58 била очигледна руски хеликоптер је био већи и имао је боље перформансе.
Производња је почела 1952. године и до средине шездесетих је произведено око 3500 комада. Постепено је модернизован тако да су дрвени краци ротора на првој серији у даљој производњи замењени металним крацима, а хеликоптер је добио и опрему за ноћно летење.

## Технички опис
Хеликоптер Мил Ми-4 је металне, полумонокок конструкције, кога је покретао клипни радијални ваздухом хлађени мотор Швецов ASh-82V смештен у нос хеликоптера. Изнад мотора се налазила пилотска кабина са два члана посаде. Изнад кабине се налазио главни ротор а испод путничко терена кабина на коју се надовезивао реп са управљачким ротором. Капотажа мотора су била једна велика двокрилна врата која када се отворе, сви делови мотора су били приступачни за било какву интервенцију механичара. Механичари су мотор сервисирали са земље, нису им била потребна ни мердевине нити било каква помоћна средства. Преносни механизам од мотора до ротора је ишао задњом страном пилотске кабине. Положај пилотске кабине код овог хеликоптера са становишта услова (удобности) рада посаде је био веома неповољан. Мотор је грејао кабину одоздо, преносни механизам је дрндао са леђа а изнад главе, на само метар изнад кабине зврндао је ротор. Али зато је преглед летелице и њене околне био изванредан пилоти су у кабини седели као у птичијем гнезду. Видели су све и напред и реп, са обе стране хеликоптера, што је веома користило у случајевима употребе хеликоптера за спашавање. Са обе стране кабине постојала су велика врата која су омогућавала лак утовар и истовар терета као и манипулацију са њим. Са задње стране трупа постојала су велика двокрилна врата са рампом за утовар теђких терета (возила, топова, ракета). Ово је постао стандард у градњи свих транспортних и војних хеликоптера.
Главни ротор има четири алуминијске лопатице а репни три. Резервоари за гориво су се налазили испод пода теретне кабине и били су самозаптивајући, уколико дође до било каквог оштећења.
Стајни трап је био система трицикл. Свака од четири ноге стајног трапа (две главне и две носне) имале су амортизер како би се отклонила, или барем смањила, могућност оштећења хеликоптера при грубом слетању. Амортизери су уједно побољшавали стабилност хеликоптера при слетању на нераван терен.

## Верзије
Постојале су три основне верзије Ми-4. Прва верзија Ми 4 (НАТО назив „Hound A”) била је намењена за превоз десантних трупа и била је наоружана митраљезима и невођеним ракетама на носачима на трупу. Летелице у којима су се налазили заповедници десантних трупа биле су опремљене додатним средствима везе. Неке од летелица у оперативној употреби накнадно су опремљене уређајима за електронско извиђање и ометање (НАТО назив „Hound C”).
Противподморничка верзија хеликоптера Ми 4 (НАТО ознака „Hound B”) била је опремљена претраживачким радаром испод носа летелице, МАД-ом (детектором магнетних аномалија) и потапајућим сонаром. У противподморничкој варијанти Ми 4 је био наоружан противподморничким торпедима и дубинским бомбама. У оперативној употреби заменио га је хеликоптер Ми-14.
- Ми-4П — је био путнички хеликоптер развијен за Аерофлот. Могао је носити 11 путника у нормалној или 16 путника у гушћем размештају седишта. Ми-4П је имао велике четвртасте прозоре путничке кабине, за разлику од војних верзија које су имале мање и округле.
- Ми-4С — варијанта за ВИП транспорт
- Ми-4Скх — је варијанта које је коришћена у пољопривреди, а опремљена је унутрашњим резервоаром за средства у праху запремине 1.000 кг или цистерном за течност запремине 1.600 литара. За запрашивање поља, на бокове хеликоптера су монтирани распршивачи.
- Ми-4Л — варијанта која је кориштена за против-пожарну борбу.
- Ми-4М — је варијанта за против-подморничко деловање. Могла је носити навођена торпеда и можда дубинске бомбе;
- Ми-4МЕ — развијена је и извозна верзија озанке Ми-4М
- Ми-4РИ — Унапређена верзија противподморничке серије. (НАТО ознаку „Hound B”).
- Ми-4МК (Ми-4ПП) — варијанта за електроничко ратовање, у службу је уведена 1977. и углавном се користила за ометање комуникација.

## Корисници
| - Авганистан - Албанија - Алжир - Ангола - Бугарска - Камбоџа - Кина - Чехословачка - Египат | - Пољска - Финска - Индија - Индонезија - Ирак - Кирибати - Монако - Северна Кореја - Југославија | - Румунија - Совјетски Савез - Сирија - Судан - Мађарска - Куба - Етиопија - Уганда - Вијетнам |

## Карактеристике
- Земља производње: СССР
- Намена: вишенаменски хеликоптер
- Погонска група: један осамнестоцилиндрични радијални мотор Швецов ASh-82V снаге 1700КС
- Димензије: пречник ротора 21 m, дужина 16,80
- Маса: празан 5.268 kg, пун 7.800
- Максимална брзина: 185 km на сат
- Долет: 400
- Наоружање: уграђује се по потреби; противподморничка верзија наоружана је противподморничким торпедима и дубинским бомбама

## Употреба
Окосница транспорне хеликоптерске авијације Варшавског пакта до појаве Ми-8. Поред тога основни је транспортни хеликоптер у Кини, Вијетнаму, Индији, Индонезији, Куби, Алжиру, Египту, Финској, Албанији и многожим другим националним ваздухопловствима.

## Коришћење у Југославији
У наоружању РВ и ПВО Југославије од 1960. до 1976. године било је 24 хеликоптера Ми-4. Ови хеликоптери су се показали као веома поуздане летилице у односу на остале хеликоптере који су се тада користили у РВ и ПВО. Заменили су их хеликоптери нове генерације Мил Ми-8.

## Сачувани примерци
У Ваздухопловним музејима у Европи се чува 6 примерака ових хеликоптера и то: у Београду, Прагу, Берлину, Кијеву, Монину крај Москве и Кракову. Поред тога један примерак хеликоптера Ми-4 који се производио у Кини чува се у ваздухопловном музеју у Пекингу.